# Ferguson (Kentucky)
Ferguson – miasto w Stanach Zjednoczonych, w stanie Kentucky, w hrabstwie Pulaski.